# Grote blauwe halmklimmer
De grote blauwe halmklimmer (Ophonus ardosiacus) is een keversoort uit de familie van de loopkevers (Carabidae). De wetenschappelijke naam van de soort werd in 1922 gepubliceerd door Viktor Nikolaevich Lutshnik.